# Hymenorchis javanica
Hymenorchis javanica är en orkidéart som först beskrevs av Johannes Elias Teijsmann och Simon Binnendijk, och fick sitt nu gällande namn av Rudolf Schlechter. Hymenorchis javanica ingår i släktet Hymenorchis och familjen orkidéer. Inga underarter finns listade i Catalogue of Life.